# Woltmershausen
Woltmershausen este un sector în orașul hanseatic Bremen, Germania.

## Istoric
- 1244 atestat prima oară în istorie Woltmershausen
- 1250 atestat prima oară în istorie Rablinghausen
- 1902 includerea localității Woltmershausen în orașul Bremen
- 1921 integrarea localității Rablinghausen în orașul Bremen